# Cao Cao
En aquest nom xinès, el cognom és Cao.

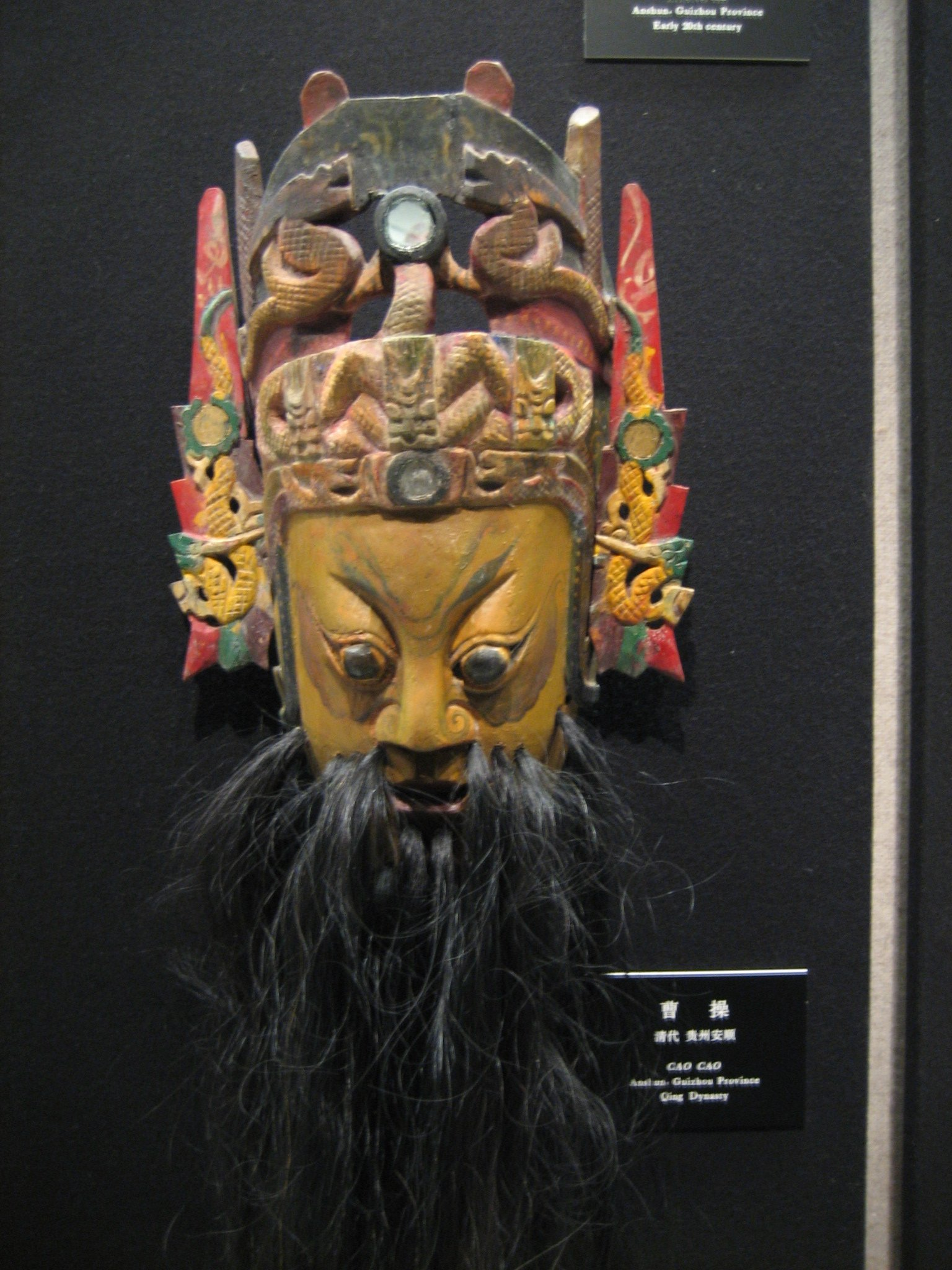
Màscara de Cao Cao.

Cao Cao ( pronunciació (?·pàg.); c; xinès: 曹操; vers el 155 – 15 de març de 220), nom de cortesia Mengde (xinès: 孟德), va ser un senyor de la guerra i poeta xinés. Va ser el penúltim  gran canceller de la Dinastia Han Oriental que va aconseguir gran poder al final de la mateixa. Com una de les figures centrals del període dels Tres Regnes, va establir les bases del que es convertiria en l'estat de Cao Wei i, en última instància, en la Dinastia Jin. A títol pòstum va ser honorat com a «emperador Wu de Wei», tot i que no ho havia estat mai en vida. Roman una figura històrica controvertida, i sovint es retrata com un tirà cruel i despiadat en la literatura posterior; tanmateix, també ha estat lloat com un governant brillant i un geni militar amb un carisma inigualable que va tractar els seus subordinats com la seua família.
Durant la caiguda de la Dinastia Han Oriental, Cao Cao va ser capaç de prendre el control del nord de la Xina, la part més poblada i desenvolupada del país. Cao Cao també va tindre un gran èxit restaurant l'ordre públic i reconstruir l'economia com a gran canceller; no obstant la seua manipulació de l'Emperador Xian, que va tenir com a titella i figurant, va ser molt criticat perquè va controlar els afers estatals en lloc del mateix emperador. L'oposició es va reunir al voltant dels senyors de la guerra Liu Bei i Sun Quan, que Cao Cao no va poder reblar.
Cao Cao també va ser expert en poesia, cal·ligrafia xinesa i arts marcials i va escriure molts diaris de guerra, incloent-hi comentaris de l'L'Art de la Guerra de Sun Tzu.

## Biografia

### Inicis
Cao Cao va nàixer a Qiao, Principalitat Pei (en l'actualitat Bozhou, Anhui), el 155. El seu pare Cao Song era un fill adoptiu de Cao Teng, que al seu torn era un dels eunucs preferits de l'Emperador Huan. Alguns registres històrics, incloent la Biografia de Cao Man, afirmen que el nom familiar original de Cao Song era Xiahou i que per tant era un parent de Xiahou Dun.
Cao va ser conegut per la seua murrieria durant l'adolescència. Segons la Biografia de Cao Man, l'oncle de Cao Cao se queixava a Cao Song que Cao Cao era molt despreocupat (sempre caçant i fent música amb Yuan Shao). En resposta a això, Cao Cao va simular un batistot davant del seu oncle, que de seguida va córrer a portar el farcell a Cao Song. Quan Cao Song anà a veure el seu fill, Cao Cao ja no feia l'animal. En ser preguntat, Cao Cao va respondre: "Mai em va agarrar un matxo, però ja no estime el meu oncle i, per tant, t'ha enganyat." Després d'això Cao Song va deixar de creure el que el seu germà deia respecte a Cao Cao, i així Cao Cao es va tornar encara més descarat i perseverant en els seus passatemps díscols.
Per aleshores hi havia un home dit Xu Shao que vivia a Runan i era famós per la seua capacitat per a avaluar els potencials i els talents de les persones. Cao Cao el va visitar amb l'esperança de rebre una avaluació que l'ajudara políticament. En un principi Xu Shao es va negar a fer cap declaració; no obstant, després de ser insistit molt va dir: "Series un ministre capaç en temps pacífics i un heroi sense escrúpols en temps caòtics." Cao Cao va fer una rialla i va marxar. Hi ha altres dues versions d'aquesta anècdota en altres registres històrics apòcrifs.

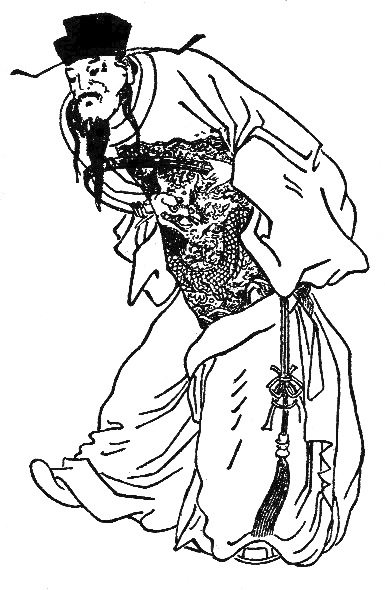
Representació de Cao Cao.

### Inicis de la seua carrera i la Rebel·lió dels Turbants Grocs (175–188)

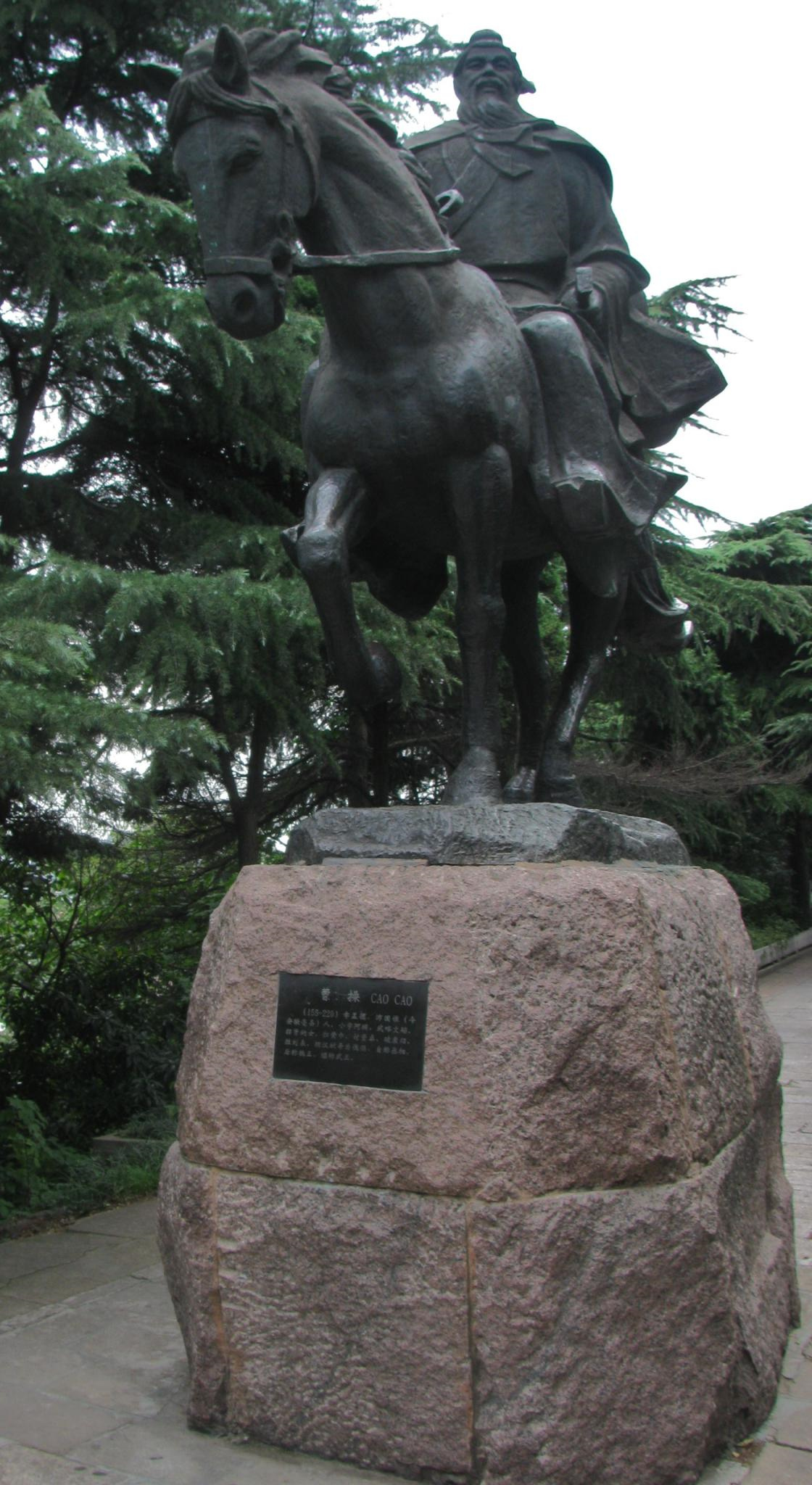
Estàtua de Cao Cao a Wuhan.

A l'edat dels vint anys Cao Cao va ser nomenat capità de districte de Luoyang. A l'ocupar el càrrec va col·locar fileres d'estaques multicolors fora de la seua oficina i va ordenar els seus assistents de castigar amb assots els que incompliren la llei, independentment del seu estatus. Un oncle de Jian Shuo, un dels eunucs més poderosos i influents de sota l'Emperador Ling, va ser enxampat i capturat entrant caminant a la ciutat després que els homes de Cao Cao hagueren emés un toc de queda; va acabar sent assotat. Això va fer que Jian Shuo i altres autoritats superiors promogueren aparentment a Cao Cao al càrrec de governador del Comtat Dunqiu, tot i que només volien allunyar-lo de la capital imperial. Cao Cao va romandre al càrrec una mica més d'un any, sent donat permís per a marxar del post el 178 gràcies als seus lligams familiars llunyans amb la caiguda en desgràcia Emperadriu Song. Al voltant del 180 Cao Cao va tornar a la cort com a Consultor (議郎) i durant el seu mandat va presentar dos memoràndums contra la influència dels eunucs a la cort i contra la corrupció al govern, que van tindre un efecte molt limitat.
Quan la Rebel·lió dels Turbants Grocs va esclatar el 184, Cao Cao va ser cridat a Luoyang i nomenat Capità de la Cavalleria (騎都尉); i posteriorment enviat a Yingchuan en la província de Yu a sufocar els revoltats. Va tindre èxit i va ser enviat a Jinan com a Canceller (相) per a evitar la propagació de la influència del turbants grocs allà. A Jinan, Cao Cao de manera agressiva va fer complir la prohibició de cultes no ortodoxos, va destruir santuaris, i va donar suport al confucianisme d'estat. Va ofendre les famílies líders locals en el procés i va dimitir per motius de salut cap al 187, tement que havia posat en perill la seua família. Li van oferir el càrrec d'Administrador de la Comandància Dong (東郡), però va declinar l'oferta i va tornar a sa casa (en el Comtat Pei). Per eixa època Wang Fen (王芬) va intentar reclutar a Cao Cao perquè s'unira al seu colp d'estat per a reemplaçar l'Emperador Ling pel Marqués Hefei, però Cao Cao es va acabar. El complot va acabar com un terròs de sucre, i Wang Fen es va suïcidar.

### Aliança contra Dong Zhuo (189–191)
| Un resum dels principals esdeveniments de la vida de Cao Cao | Un resum dels principals esdeveniments de la vida de Cao Cao         |
| ------------------------------------------------------------ | -------------------------------------------------------------------- |
| 155                                                          | Naix a Qiao.                                                         |
| Dècada dels 180                                              | Dirigeix tropes contra la Rebel·lió dels Turbants Grocs a Yingchuan. |
| 190                                                          | S'uneix a la coalició contra Dong Zhuo.                              |
| 196                                                          | Rep l'Emperador Xian a Xuchang.                                      |
| 200                                                          | Guanya batalla de Guandu.                                            |
| 208                                                          | Perd la batalla dels Penya-segats Rojos.                             |
| 213                                                          | Crea el Ducat de Wei i dona deu comandàncies del seu ducat.          |
| 216                                                          | Rep el títol de Rei de Wei.                                          |
| 220                                                          | Mor a Luoyang.                                                       |
| —                                                            | Entronitzat pòstumament com a Emperador Wu.                          |

18 mesos després de la seua jubilació, Cao Cao va tornar a capital Luoyang el 188. Aquell any va ser nomenat Coronel que Organitza l'Exèrcit (典軍校尉), quart dels vuit caps d'un exèrcit imperial de nova creació, l'Exèrcit del Jardí Occidental. L'efectivitat d'aquesta nova força no es va provar mai, ja que es va dissoldre l'any següent.
El 189 l'Emperador Ling va faltar i va ser succeït pel seu fill major (l'Emperador Shao), tot i que el poder estatal estava principalment en mans de l'Emperadriu Vídua He i els seus assessors. El germà de l'emperadriu vídua, el General en Cap He Jin, va tramar amb Yuan Shao l'eliminació dels Deu Assistents (un grup d'eunucs influents en la cort imperial). He Jin va convocar Dong Zhuo, un general experimentat de la província de Liang, perquè dirigira un exèrcit fins a Luoyang per a pressionar l'emperadriu vídua perquè cedira poder. Però abans que Dong Zhuo arribara, He Jin va ser assassinat per els eunucs i Luoyang es va convertir en un caos quan els seguidors de Yuan Shao van massacrar els eunucs. Posteriorment l'exèrcit de Dong Zhuo es va desfer fàcilment de l'oposició al palau. Després de deposar l'Emperador Shao, Dong Zhuo va posar el titella de l'Emperador Xian en el tron, ja que considerava que l'Emperador Xian era més capaç que l'Emperador Shao.
Després de rebutjar l'oferta de Dong Zhuo d'un nou càrrec, Cao Cao va deixar Luoyang per Chenliu (al sud-est de l'actual Kaifeng, Henan, ciutat natal de Cao); i allí va crear un nou exèrcit. L'any següent els senyors regionals van formar una aliança militar sota Yuan Shao contra Dong. Cao Cao se'ls va unir, convertint-se en un dels pocs membres de la coalició en lluita activa. Tot i que els senyors de la guerra van alliberar Luoyang, la cort de Dong Zhuo va aconseguir fugir a l'oest cap a l'antiga capital de Chang'an; segrestant l'Emperador Xian en el procés. La coalició es va acabar separant després de mesos d'inactivitat, i la Xina va caure en un guerra civil mentre Dong Zhuo era assassinat el 192 per Lü Bu.

### En elRomanç dels Tres Regnes

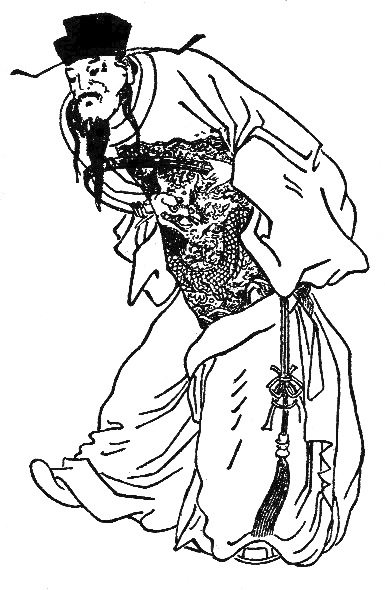
Un retrat de Cao Cao d'una edició de la dinastia Qing del Romanç dels Tres Regnes, retratant-lo clarament com un brivall. L'anacrònic barret és de la dinastia Song que va tindre lloc quasi un mil·lenni després de la mort de Cao.

El Romanç dels Tres Regnes, una novel·la històrica creada per Luo Guanzhong en el segle XIV (11 segles després de la mort de Cao Cao), va ser una romanticització dels esdeveniments ocorreguts a la fi de la dinastia Han i als Tres Regnes. Tot adherint-se als fets històrics la majoria de les vegades, la novel·la reformula inevitablement Cao Cao fins a cert punt; tant que el retrata com algú cruel i despietat. En alguns capítols Luo va crear esdeveniments de ficció o semi-ficció que involucraven Cao Cao.

## El Clan Cao

### Descendents directes barons

#### Amb laPrincesa Vídua Bian
- Cao Pi (曹丕)¹
  - Cao Rui (曹叡)
    - Cao Fang (曹芳)
      - Cao Mao (曹髦)
        - Cao Huan (曹奐)
- Cao Zhang (曹彰)
  - Cao Kai (曹楷)
- Cao Zhi (曹植)
- Cao Xiong (曹熊)
  - Cao Bin (曹炳)

#### Amb la Dama Liu
- Cao Ang (曹昂)
  - Cao Wan (va succeir Cao Ang però fou el fill de Cao Jun (曹均)) (曹琬)
    - Cao Lian (曹廉)
- Cao Shuo (曹鑠)
  - Cao Qian (曹潛)i
    - Cao Yan (曹偃)

#### Amb la Dama Huan
- Cao Chong (曹冲)
  - Cao Cong (va succeir Cao Chong però fou el fill de Cao Ju (曹据)) (曹琮)
- Cao Ju (曹据)
- Cao Yu (曹宇)

#### Amb la Dama Du
- Cao Lin (曹林)
  - Cao Wei (曹緯)
- Cao Gun (曹袞)
  - Cao Fu (曹孚)

#### Amb la Dama Qin
- Cao Xuan (曹玹)
  - Cao Heng (曹恒)
- Cao Jun (曹峻)
  - Cao Ao (曹澳)

#### Amb la Dama Yin
- Cao Ju (曹矩)
  - Cao Min (va succeir Cao Ju però fou el fill de Cao Jun (曹均)) (曹敏)
    - Cao Kun (曹焜)

#### Amb altres consorts
- Cao Gan (曹幹)
- Cao Shang (曹上)
- Cao Biao (曹彪)
  - Cao Jia (曹嘉)
- Cao Qin (曹勤)
- Cao Cheng (曹乘)
- Cao Zheng (曹整)
  - Cao Fan (va succeir Cao Zheng però fou el fill de Cao Ju (曹据)) (曹范)
  - Cao Chan (germà petit de Cao Fan, va succeir a Cao Fan) (曹闡)
- Cao Jing (曹京)
- Cao Jun (曹均)
  - Cao Kang (曹抗)
    - Cao Chen (曹諶)
- Cao Ji (曹棘)
- Cao Hui (曹徽)
  - Cao Xi (曹翕)
- Cao Mao (曹茂)

### Família per extensió
- Cao Ren cosí jove
- Cao Tai
- Cao Chu
- Cao Kai
- Cao Fan
- Cao Chun cosí jove
- Cao Yan
- Cao Liang
  - Cao Hong cosí jove
  - Cao Xiu nebot llunyà
- Cao Zhao 
  - Cao Zhen nebot llunyà
  - Cao Shuang
- Cao Xi
- Cao Xun
- Cao Ze
- Cao Yan
- Xiahou Dun cosí
- Cao Ai Distant nebot
  - Cao Anmin nebot
- Xiahou Yuan cosí